# سیارک ۳۰۷۷۵
سیارک ۳۰۷۷۵ (به انگلیسی: 30775 Lattu، نامگذاری:1987QX) سی هزار و هفتصد و هفتاد و پنجمین سیارک کشف شده‌است که در ۲۴ اوت ۱۹۸۷ کشف شد.